# Domenico Marchetti (agronomo)
Domenico Marchetti (Arborio, 10 maggio 1903 – Arborio, 1983) è stato un agronomo e agricoltore italiano.

## Biografia
Domenico Marchetti nasce ad Arborio, in provincia di Vercelli, dai contadini Giovanni e da Teresa Rizzo e prese il nome di suo nonno paterno Domenico Marchetti.
È noto per essere l'inventore del riso Arborio e del Rosa Marchetti.